# 은수저 (만화)
《은수저 Silver Spoon》(일본어: 銀の匙 Silver Spoon 긴노 사지 시루바 스푼[*])은 아라카와 히로무의 만화 작품이다.

## 개요
홋카이도의 농업 고등학교를 무대로 한 학원 만화 작품이다. 그 외, 작 중에 반에이 경마도 등장하고 있다.
캐치프레이즈는, 〈땀과 눈물과 가축의 낙농 청춘 그러피티!!〉.

## 등장인물

### 낙농과학과 1학년 D반→2학년→3학년
하치켄 유고
본작의 주인공.
미카게 아키
본작의 여주인공.
코마바 이치로

토키와 케이지

아이카와 신노스케

이나다 타마코

요시노 마유미

외

### 그 외 학생
니시카와 하지메

벳푸 타로

이나다 신이치로

이케다

나카야

오오모리

아오야마

### 마술부
오오카와 신에이

토요니시 미카

요다 마나부

사카에 마나미

마루야마 노보루

키노 히로유키

### 홀스타인부
무츠미 노부히데

카이신 마코토

토요하라 에이스케

### 교직원
사쿠라기 요시히사
1학년 D반 담임.
야치요 테츠야
축산 담당.
시로카바 이츠키

나카지마 요시유키

후지 이치코

교장

토도로키 고

미나미 마사타카

타이헤이 히로시

### 학생의 가족들

#### 하치켄가(家)
하치켄 싱고
유고의 형.
하치켄 카즈마사
하치켄 형제의 아버지.
하치켄 미사코
하치켄 형제의 어머니.

#### 미카게 목장
미카게 고시
아키의 아버지.
미카게 마사코
아키의 어머니.
미카게 타이사쿠
아키의 할아버지로, 미카게 목장의 사장.
미카게 사토
아키의 할머니.

#### 코마바 목장
코마바 나미
이치로의 어머니.
코마바 니노, 코마바 미소라
이치로의 여동생으로, 일란성 쌍둥이.

## 작품 무대·용어
오오에조 농업 고등학교
통칭 〈에조노〉.
오오에조 공업 고등학교
통칭 〈에조코〉.

## 애니메이션
2013년 1월 16일, 〈2013 선데이 애니 프로젝트〉의 제7탄으로 텔레비전 애니메이션화가 발표되었다.
2013년 7월 11일부터 9월 19일까지 매주 목요일 24시 45분부터 후지 TV 《노이타미나》에서 제1기가 방송되었다.
2014년 1월 9일부터 3월 27일까지 제2기가 방송되었다.

## 영화
2013년 8월에 실사 영화화가 발표되어, 2014년 3월 7일에 공개되었다. 캐치프레이즈는, 〈최강으로 불합리한 청춘!!〉.

### 캐스트
- 하치켄 유고 - 나카지마 켄토
- 미카게 아키 - 히로세 아리스

### 스태프
- 감독 - 요시다 케이스케
- 각본 - 요시다 케이스케, 타카다 료
- 음악 - 하케타 타케후미
- 기획·프로듀스 - 히라노 타카시
- 배급 - 토호